# Jakub Markovič
Jakub Markovič (* 13. Juli 2001 in Přerov) ist ein tschechischer Fußballtorhüter.

## Karriere

### Verein
In seiner Jugend war Markovič bei KMK Zubr Přerov, dem 1.FC Viktorie Přerov, SK Sigma Olmütz (bis zur U17) und Slavia Prag aktiv. Bei Letzteren ging er zur Saison 2019/20 von der U19 in die B-Mannschaft über. Bei ihr erhielt er Einsätze in der CFL, am 24. August 2019 hatte er sein erstes Spiel für die erste Mannschaft. Von September bis Dezember 2020 wurde er an FK Mladá Boleslav verliehen. Dort bestritt er für die erste Mannschaft jedoch nur eine einzige Ligapartie. Zurück bei Slavia folgte noch ein Einsatz in der Meisterrunde im Juni 2020.
Nach einem weiteren halben Jahr ohne Spielzeit folgte von Januar 2021 bis zum Sommer eine Leihe zum FC Sellier & Bellot Vlašim und ab Sommer 2021 eine weitere zum FK Pardubice, wo er nun mehrere Jahre verbrachte. Nachdem sein Vertrag mit Slavia Prag im Sommer 2023 geendet hatte, schloss er sich Baník Ostrava an.

### Nationalmannschaft
Nach der U15 und der U16, sowie mehreren Freundschafts- als auch Qualifikationsspielen mit der U17, sowie später mit der U18 und der U19, kam er im November 2022 auch ein Mal für die U21 zum Einsatz. Bei dieser stand er auch im Kader bei der Europameisterschaft 2023, kam hier jedoch nicht zum Einsatz.